# Kunmadaras
Kunmadaras nagyközség Jász-Nagykun-Szolnok vármegye Karcagi járásában. 15 355 hektáros kiterjedésével Magyarország legnagyobb közigazgatási területű nagyközsége, a megye 22 városa közül is 14 kisebb területen helyezkedik el.

## Fekvése
A Nagykunság középső részén fekszik, Budapesttől közúton 160, vasúton 180 kilométerre délkeletre. Keleti külterületeinek egy jelentős, mintegy 47 négyzetkilométernyi területe a Hortobágyi Nemzeti Parkhoz tartozik, s ily módon természetvédelmi oltalom alá esik.
A közvetlenül határos települések: észak felől Tiszaörs, északkelet felől Nagyiván, kelet felől Nádudvar, délkelet felől Karcag és Berekfürdő, délnyugat felől Kunhegyes, nyugat felől Tomajmonostora, északnyugat felől pedig Tiszaszentimre. Délnyugati határszéle egy szakaszon még Abádszalók határával is érintkezik, bár e településtől aránylag messze fekszik.

### Megközelítése
Legfontosabb közúti megközelítési útvonala a 34-es főút, mely áthalad a belterületének északi részén: ezen érhető el Tiszafüred-Tiszaörs és Fegyvernek-Kunhegyes felől is. Karcaggal a 3401-es, Tiszaszentimrével a 3219-es út köti össze. Határszélét északon érinti még a 3402-es út is.
A hazai vasútvonalak közül a Karcag–Tiszafüred-vasútvonal érinti, melynek egy megállási pontja van itt; Kunmadaras vasútállomás a belterület legdélebbi pontja közelében helyezkedik el, közúti elérését a 3401-es útból kiágazó 34 306-os számú mellékút teszi lehetővé.
Lakott területétől délre helyezkedik el az egykor katonai célra létesített kunmadarasi repülőtér, melyhez annak idején önálló iparvágányi leágazás is épült, és amely az 1950-es évek első felében az ország legnagyobb katonai reptere volt. A szovjet hadsereg által történt felhagyása óta szórványos polgári repülési és egyéb célokat szolgál; esetenként különféle technikai sportok rendezvényeit tartják itt. A reptér létesítményei a 3401-es útról délnyugat felé letérve érhetők el.

## Története

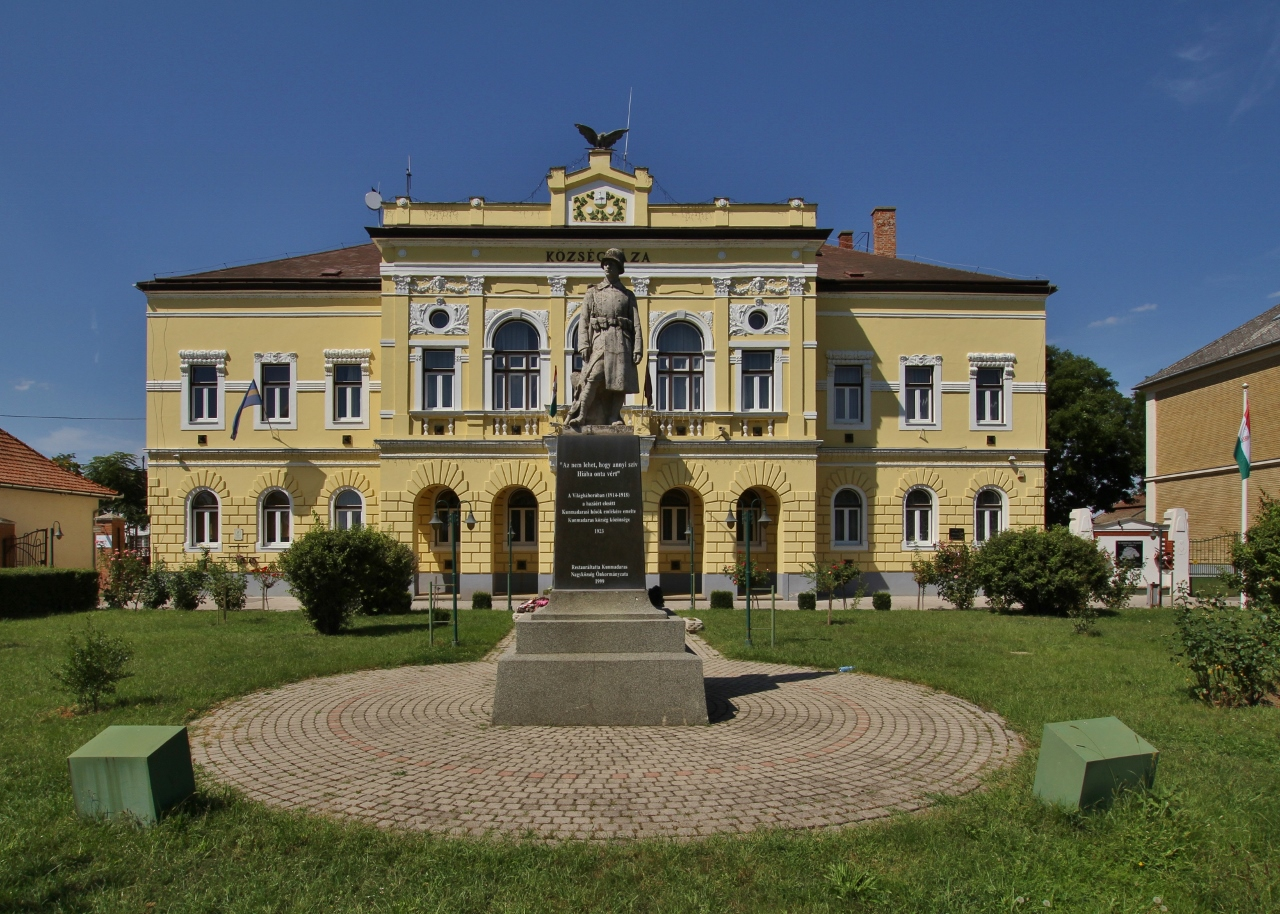
A községháza

A honfoglalás előtt szkíták, szarmata jazigok, hunok, avarok, bolgárok, sőt a római birodalmi időkben római zsoldosok is eljutottak a vidékre, és hosszabb-rövidebb ideig be is népesítették azt.
A honfoglalás idején Kunmadaras környékén kabar nemzetségek folytattak nomád életet, akik a 9. század végén az előre nyomuló magyarokkal együtt jöttek az országba, és Hohat (más források szerint Ohat) vezér vezetésével Kunmadarastól északra fekvő területeken telepedtek le. Szálláshelyük központjának nevét Ohat-puszta ma is jelzi. Állattenyésztéssel, halászattal foglalkoztak.
A közvetlenül a honfoglalás után, a 10. században az Üllő nemzetség birtokába került, e birtoklás tényét őrzi a Kunmadaras déli határán elterülő Kis-Üllő és Nagy-Üllő lapos. Később, egy 1270-ből származó oklevél tanúsága szerint a Tomaj nemzetség birtokába került, mely a kunmadarasi határ déli részéig is lenyúlt, magában foglalva a Kis- és Nagy-Üllőt, és a Nagymező fábiánkai részét. IV. Béla magyar király a tatárok elől menekülő kipcsak törzseknek adott letelepedési engedélyt, de a magyarok ellenszenvvel viseltettek irántuk, és nekik támadtak, s a kipcsak nemzetség Bulgáriába távozott. A bevonuló tatár seregek felégették Gergelyt és Gacsát, amelyek soha többé nem épültek újjá. Kunmadaras mai területének szomszédságába, a dúlás után IV. Béla a kipcsak Olas (vagy Ohat) nemzetségét költöztette
A község létezésének első írásos emléke 1393-ból származik. Eszerint Madaras György jászkapitány birtokába adta a területet Luxemburgi Zsigmond. Innen ered a település elnevezése.
1437-ben meghal Zsigmond király, s így a királyi védelem is megszűnt, s Erzsébet királyné Pohárnok Istvánt nevezte ki mint a földesúri hatóságot, s elrendelte, hogy mindenféle jövedelmet az ő kezéhez szolgáltassanak. Visszaéléseinek az 1444. évi országgyűlés határozata vetett véget, melyet követően Madaras falu visszakerült Madaras György leszármazottai kezébe.
1505-ben éhínség, 1511-ben pestisjárvány ütötte fel a fejét.
A lakosság élethelyzetének nehezedésével elterjedt antifeudális nézetek kezdtek terjedni. Az 1430-as években a Tiszántúlon, így Madarason is virágzott a huszitizmus és a madarasiak részvétele a Dózsa György-féle parasztfelkelésben is valószínűsíthető, mivel a fő sereg útvonalába esett. A felkelés leverését és II. Lajos halálát követő zűrzavaros állapot kedvezett a faluközösségeknek, és a Ferdinánd és Szapolyai János közötti ellenségeskedést kihasználva sikerült visszaszerezniük a Mátyás által adományozott szabadságjogaikat is (pl. a bíráikat maguk választhatták).

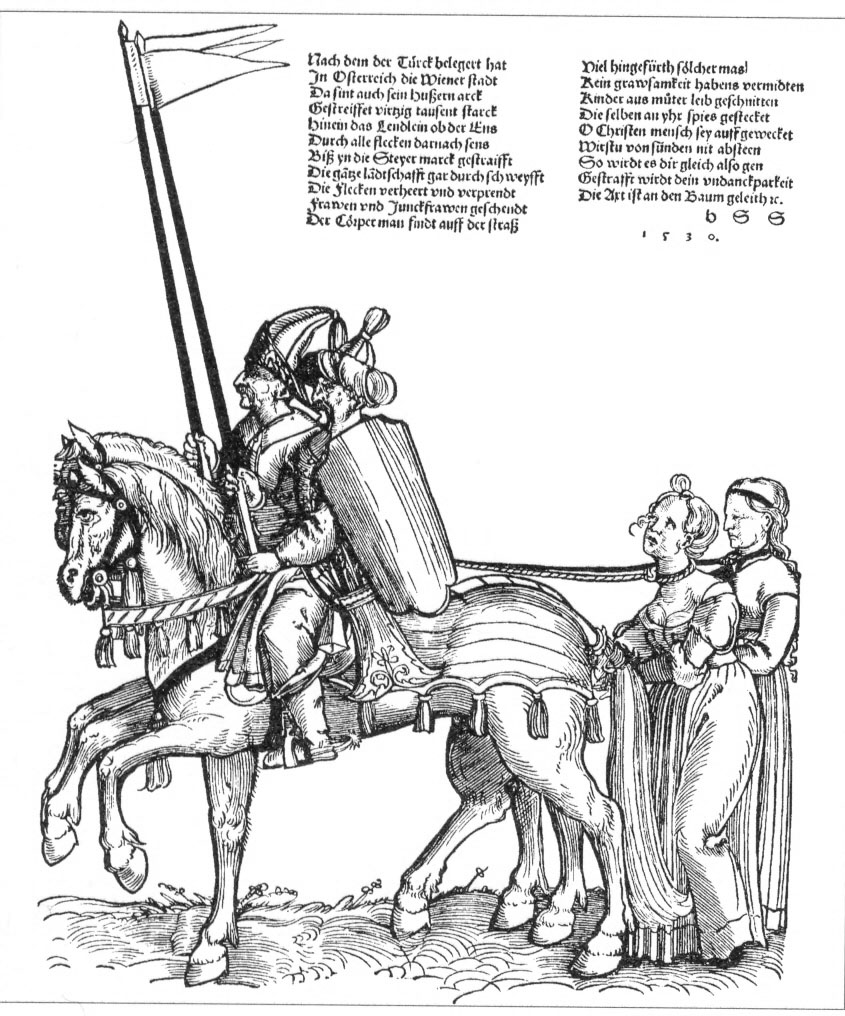
Török portyázók rabszíjra fűzött foglyokat visznek

1571-ben török kézre került, majd Eger eleste után a törököket támogató krimi tatár martalóc csapatok felégettek több falut is, mint Fábiánka, Kápolnás és Kunmadaras. (Fábiánka soha többé nem épült újjá, Kápolnás fél évszázadig lakatlan maradt, csak Madarason maradt folytonos a lakosság). A madarasiak ekkoriban vagy a mocsaras lápos vidéken kerestek természetes védelmet maguknak, vagy törökök által védett településekre költöztek, amelyek mentesek voltak a török harácstól. A török pusztítás és a német zsoldosok rablásai a Nagykunság lakosságát bujdosásra kényszerítette. Thököly Imre a labancok fő fészkei ellen indított támadásait, Karcag, és Madaras is támogatta, majd Thököly török segítséggel Bécs ellen fordult, ám a török hadak Bécs alatt súlyos vereséget szenvedtek, ezt követő években a török csapatokat kiűzték az országból. 1697-ben még II. Musztafa kísérletet tett az ország visszafoglalására, de igyekvése kudarcba fulladt. A visszafoglalásban résztvevő Maros-Tiszaközi tatárok Karcag felől törtek rá a falura, és mindent felégettek, 1698-1710 között a lakosság nagy része Rakamazra költözött.
A törökök kiűzése után a Habsburg ház új szerzeménynek tekintette a szabad privilégiumokkal rendelkező Nagykunságot. A Német Lovagrend Pentz Jakabot bízta meg a lakosság és anyagi javak összeírásával, mely elég siralmas képet mutatott. Ezen összeírás képezte később az eladás tárgyát. Három évnyi tárgyalás eredményeképpen köttetett meg végül a tranzakció, mivel Madaras, Karcag, és Hegyes lakossága ellenállt az eladási procedúrának, de nem sikerült érvényt szerezniük akaratuknak. Madaras és a Nagykunság nagyrésze szétoszlott a nádasokban, onnan járt haza az életben maradáshoz szükséges munkák elvégzésére, de nem volt hajlandó a Lovagrend hűbéruralmát elfogadni.
A Rákóczi-szabadságharc idején, 1704. június 28-án és 1705. május 24-én a szerb csapatok újra felperzselték Madarast. A szabadságharc bukása után a lakosság visszatért és 1711-ben megkezdődött a falu újjáépítése, bővítése. Új templom és iskolák épültek.
1745-ben hosszas tárgyalások után Mária Terézia engedélyezte, ha a Jászkunság kifizeti az általa meghatározott váltságdíjat, visszahelyezi őket szabadságukba. Ezen eseményt nevezték önmegváltásnak, latinul redemptiónak. Ez összesen 20 780 forintot jelentett (Madarasért 9700, Kápolnásért 7000 és Fábiánkáért 4000 forint). Mindennek eredményeképpen a terület a vármegyerendszeren kívül esett, és a Nagykunsági Kerület részét képezte.
1786. április 18-án 104 család, 490 fős lélekszámmal elhagyta a települést és elindult Bácskába, karcagi és jászkiséri lakosokkal egyetemben, hogy megalapítsa Ómorovicát (mai nevén: Bácskossuthfalvát.
A település 1811-ben mezőváros lett, amit meg is őrzött 1872-ig, a megyerendszer kialakulásáig.
Az első és második világháború számos madarasit ragadott el. Az első világháború 276 kunmadarasi hősi halottat számlál (neveiket az 1923-ban felállított, községháza előtt található emlékmű örökíti meg). A második világháborúban elhunytak száma is százon fölül van, ha hozzátesszük az elhunyt 95 deportált magyar zsidót az áldozatok száma meghaladja kétszázat.
1944-ben a német hadsereg repülőteret épített a falu határában, amit a háború végétől a szovjet hadsereg vett birtokba. A kunmadarasi repülőtérhez 1951-ben új felszállópályát építettek a Magyar Légierő igényei szerint. A repülőtéren 1956 és 1991 között szovjet csapatok állomásoztak; Vándor Károly Légierő társbérletben című könyve szerint egyike volt azon katonai létesítményeknek, amikben a hidegháború idején atomfegyvert tároltak.

### A kunmadarasi pogrom

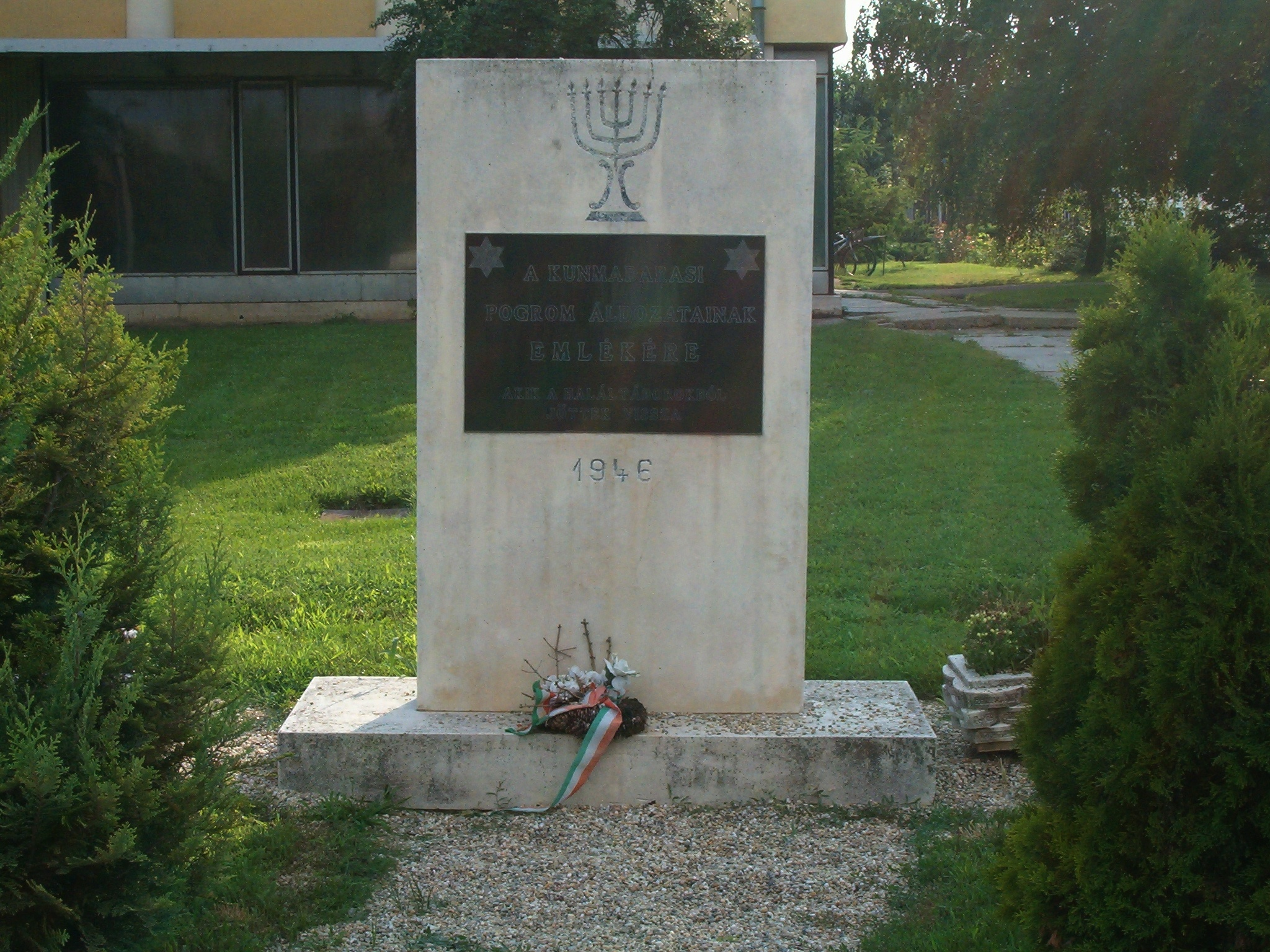
A pogrom emlékműve Kunmadarason

A kunmadarasi pogrom antiszemita cselekménysorozat, amelyre a második világháború befejeződését követően került sor, 1946. május 21-én. Egy állítólagos spekuláns, illetve „árdrágító” ellen kitört, a piactéren kezdődő zavargásoknak három halálos áldozata volt, mindannyian a deportálásból hazatért, helyi zsidók voltak. Az események elfajulásában egy vérvádról szóló szóbeszéd is közre játszhatott, miszerint a helyi zsidók keresztény gyermekeket raboltak volna el. A lincselésben részt vevők közül a Népbíróság kilenc személyt ítélt el, néhányukat halálbüntetéssel sújtva, amit később a budapesti rendes bíróság börtönbüntetésre enyhített. Az esemény irodalmi feldolgozása Závada Pál 2016-ban megjelent regénye, Egy piaci nap címmel.

## Közélete

### Polgármesterei
- 1990–1994: Kovács Ferenc (FKgP)[13]
- 1994–1998: Dr. Kemecsi Imre (független)[14]
- 1998–2002: Márki Sándor (független)[15]
- 2002–2006: Márki Sándor (független)[16]
- 2006–2010: Márki Sándor (független)[17]
- 2010–2014: Márki Sándor (független)[18]
- 2014–2019: Guba László Albert (Fidesz-KDNP)[19]
- 2019–2024: Balogh Marianna (Új Esélyt Kunmadarasnak Egyesület)[20]
- 2024–2025: Balogh Marianna (független)[1]

A településen 2025. szeptember 21-én időközi polgármester-választást (és képviselő-testületi választást) kell tartani, az előző képviselő-testület néhány hónappal korábban kimondott feloszlása miatt.

## Népesség, népcsoportok
Kunmadaras népessége: 1990-ben 6134 fő, 2001-ben 5989, és 2011-ben 5722, 2018-ban pedig 5306 fő állandó lakosa volt.
2011-ben 14 év alatti lakosság 1136 fő, 15–39 éves korig 1833 fő, 40–59 éves korig 1456 fő, 60–69 éves korig 570 fő és 70 éves kor felett 458 fő.
2001-ben a település lakosságának 95%-a magyar, 5%-a cigány nemzetiségűnek vallotta magát.
2011-ben 4741 fő vallotta magát magyarnak, 1076 fő cigánynak és 11 fő német nemzetiségűnek.

## Népesség
A település népességének változása:
| Lakosok száma | 8000 | 5559 | 5500 | 5306 | 5018 | 4966 | 4989 | 4908 |
|               | 1944 | 2013 | 2014 | 2018 | 2021 | 2022 | 2023 | 2024 |

Kunmadaras népessége: 1990-ben 6134 fő, 2001-ben 5989, és 2011-ben 5722, 2018-ban pedig 5306 fő állandó lakosa volt.
2011-ben 14 év alatti lakosság 1136 fő, 15–39 éves kor között 1833 fő, 40–59 éves kor között 1456 fő, 60–69 éves kor között 570 fő és 70 éves kor felett 458 fő.
2001-ben a település lakosságának 95%-a magyar, 5%-a cigány nemzetiségűnek vallotta magát.
2011-ben 4741 fő vallotta magát magyarnak, 1076 fő cigánynak és 11 fő német nemzetiségűnek vallotta magát. 2011-ben a vallási megoszlás a következő volt: római katolikus 9,9%, református 32%, görögkatolikus 0,2%, felekezeten kívüli 32,6% (23,4% nem nyilatkozott).
2022-ben a lakosság 88,5%-a vallotta magát magyarnak, 9,3% cigánynak, 0,2% németnek, 0,1-0,1% ukránnak, horvátnak és bolgárnak, 0,6% egyéb, nem hazai nemzetiségűnek (11,4% nem nyilatkozott; a kettős identitások miatt a végösszeg nagyobb lehet 100%-nál). Vallásuk szerint 21,6% volt református, 6,8% római katolikus, 0,3% görög katolikus, 1,5% egyéb keresztény, 0,6% egyéb katolikus, 33% felekezeten kívüli (36% nem válaszolt).

## Nevezetességei

### Látnivalók
- Református templom (Kálvin út 4.)
- Műemlék jellegű népi lakóház (Bibó István út 1.)
- Eklektikus stílusban épült Községháza és az első világháborús emlékmű
- Kunmadarasi-puszta, Kunkápolnási mocsár (a Hortobágyi Nemzeti Park része)
- Második világháborús emlékmű (az iskola előtt)
- Az 1946-os pogrom áldozatainak emlékműve
- Jézus Szíve katolikus kápolna (Rendőr utca)
- Kun kapu
- Kopjafa a kunok betelepítésének emlékére
- 1848–49-es emlékmű (a református templom udvarán)
- Székelykapu két faragott paddal (a posta előtt)

### Híres emberek
- Barna Márta (1955) filmesztéta, filmkritikus, író, költő, szakíró.
- Birkás István (1947–2018) festő, szobrász
- Bódi Klára csipkekészítő, népi iparművész
- Boján Ferenc (1946–1997) orvos, demográfus, egyetemi tanár
- Elek Lívia (1954) Ferenczy Noémi-díjas képzőművész, illusztrátor
- Gelei József (1938) futballista (MTK), tizenegyszeres válogatott, olimpiai bajnok
- Gyarmati Imre (1934–1997) sakkmester
- Sipos János (1991) rövidtávfutó, többszörös magyar bajnok síkfutó [itt élt gyermekkorában]

## Külső hivatkozások
- Kunmadaras Önkormányzatának honlapja
- Kunmadaras Motorsport
- Riport a pusztuló kunmadarasi katonai reptérről
- Кунмадараш - Orosz szellemváros az Alföldön (2010. június 23.)
- A szovjet repülőtér titkai kiállítás oldala
- Pogrom Archiválva 2016. május 12-i dátummal a Wayback Machine-ben
- Kunmadarasról a hazai síkfutás trónjára